# Macharen
Macharen (Maaslands: Machere) is een dorp in de gemeente Oss, in de Nederlandse provincie Noord-Brabant. Het dorp heeft circa 800 inwoners en ligt ongeveer 5 kilometer ten noorden van de stad Oss. Het Burgemeester Delenkanaal, dat Oss met de Maas verbindt, loopt om Macharen heen. Ter hoogte Macharen bevinden zich een tweetal kunstwerken in dit kanaal, een sluis en een brug.

## Toponymie
De naam Macharen kan afgeleid zijn van het Latijnse woord maceria, dat muur betekent. Een andere theorie stelt dat de naam, evenals het nabijgelegen Haren, afgeleid is van haar, dat hoge landrug betekent. Macharen is ook gelegen op een wat hogere zandrug. Op een kaart van het graafschap Megen uit 1663 wordt Macharen geschreven als Machharen.

## Geschiedenis
Macharen maakte tot de Napoleontische tijd deel uit van het zelfstandige Graafschap Megen. In 1810 werd het graafschap opgeheven en werd Macharen samen met Haren de gemeente Haren en Macharen, die echter in 1820 weer bij Megen werd gevoegd, waardoor de gemeente Megen, Haren en Macharen ontstond. In 1994 werd deze gemeente geannexeerd door Oss.
Tot halverwege de 20e eeuw werd te Macharen de heilige Odrada vereerd en was het een regionaal bedevaartsoord.

## Natuur en landschap
Ten zuiden van Macharen loopt de Hertogswetering die hier verbreed is tot het Ossermeer, wat een natuurgebied is.

## Bezienswaardigheden
- De neogotische Sint-Petrus'-Bandenkerk uit 1862 is ontworpen door H. van Tulder. Het is een zaalkerk. De toren stamt uit de 15e eeuw en is versierd met spaarvelden. Ze werd in 1862 verhoogd. In de kerk bevindt zich een Smits-orgel waarin onderdelen van een orgel uit 1750 zijn verwerkt.
- Voormalige pastorie, uit 1834, met een tuin die eigendom is van de gemeente Oss.

## Verenigingen en stichtingen
- VV Macharen (1946-2014), voetbalvereniging
- Carnavalsvereniging De Kiepenrijers (1963), carnavalsvereniging
- Jong Leven (1966), fanfare
- LTC de Brug (1982), tennisvereniging
- MKV (1977), kanovereniging
- AROSS (1983), roeivereniging
- De Vlonder (19??), toneelvereniging

## Nabijgelegen kernen
Oss, Haren, Megen, Oijen, Maasbommel (via pontveer)